# Династія Вокіл
Вокіл (Укіл) — династія болгарських ханів з Першого Болгарського царства, яка правила країною у VIII столітті.

## Припущення
Дослідники припускають, що рід Вокіл мав слов'янське походження, а не протоболгарське. Також є припущення, що найменування Вокіл та Укіл це різні назви одного й того ж роду.

## Правителі династії Вокіл
1. хан Кормісош
2. хан Винех
3. хан Сабін
4. хан Умор

## Війни з династіями
Хани династії Вокіл вели боротьбу за болгарський престол з ханами з роду Угаїн. Боротьба зазвичай велась методом перевороту, в результаті якого хана убивали або йому доводилось тікати до Візантії.